# La casa sota els arbres
La casa sota els arbres (títol original en francès: La Maison sous les arbres) és una pel·lícula francesa dirigida per René Clément el 1971. Ha estat doblada al català.

## Argument
Una parella d'americans i els seus dos fills arriben a viure a París. Ja fràgil, la parella és ferida en el moment del segrest dels seus fills. El pare veu ressorgir llavors el seu passat tèrbol d'agent especial i d'espia industrial.

## Repartiment
- Faye Dunaway: Jill Halard
- Frank Langella: Philippe Halard
- Barbara Parkins: Cynthia
- Raymond Gérome: el comissari Chemeille
- Maurice Ronet: l'estranger
- Karen Bidiomarnon: Miss Hansen